# 2003-as sílövő-világbajnokság
A 2003-as sílövő-világbajnokságot március 15-e és 21-e között rendezték Oroszországban, Hanti-Manszijszkban.

## Részt vevő nemzetek
| Egyesült Államok |
| Ausztria         |
| Bulgária         |
| Csehország       |
| Észtország       |
| Fehéroroszország |
| Finnország       |
| Franciaország    |

| Görögország  |
| Grönland     |
| Hollandia    |
| Japán        |
| Kanada       |
| Kazahsztán   |
| Kirgizisztán |
| Kína         |

| Dél-Korea          |
| Lengyelország      |
| Lettország         |
| Magyarország       |
| Moldova            |
| Egyesült Királyság |
| Németország        |
| Norvégia           |

| Olaszország |
| Oroszország |
| Románia     |
| Svájc       |
| Svédország  |
| Szlovákia   |
| Szlovénia   |
| Ukrajna     |
| 32 nemzet   |

## Éremtáblázat
| Hely     | Nemzet           | Arany | Ezüst | Bronz | Összesen |
| 1.       | Németország      | 3     | 2     | 2     | 7        |
| 2.       | Norvégia         | 3     | 1     | 1     | 5        |
| 3.       | Oroszország      | 2     | 2     | 1     | 5        |
| 4.       | Franciaország    | 2     | 0     | 2     | 4        |
| 5.       | Csehország       | 1     | 0     | 2     | 3        |
|          |                  |       |       |       |          |
| 6.       | Ukrajna          | 0     | 2     | 0     | 2        |
| 7.       | Fehéroroszország | 0     | 1     | 1     | 2        |
| 7.       | Finnország       | 0     | 1     | 1     | 2        |
|          |                  |       |       |       |          |
| Összesen | Összesen         | 11    | 9     | 10    | 30       |

## Férfi

### Egyéni
A verseny időpontja: 2003. március 19.
| #     | Versenyző         | Lövőhiba (F+Á+F+Á) | Időeredmény | Hátrány  |
| ----- | ----------------- | ------------------ | ----------- | -------- |
| Arany | Halvard Hanevold  | 0+0+0+1            | 53:39.4     |          |
| Ezüst | Vesa Hietalahti   | 0+0+2+0            | 55:04.1     | +1:24.7  |
| Bronz | Ricco Groß        | 1+0+2+0            | 55:05.3     | +1:25.9  |
| 4.    | Vincent Defrasne  | 0+0+1+1            | 55:12.6     | +1:33.2  |
| 5.    | Tomas Globočnik   | 1+0+0+0            | 55:19.3     | +1:39.9  |
| 6.    | Egil Gjelland     | 0+1+0+1            | 55:24.2     | +1:44.8  |
| 7.    | Raphaël Poirée    | 1+1+0+1            | 55:38.7     | +1:59.3  |
| 8.    | Peter Sendel      | 1+2+0+0            | 55:49.5     | +2:10.1  |
| 9.    | Tomasz Sikora     | 3+1+0+0            | 55:59.9     | +2:20.5  |
| 10.   | Christoph Sumann  | 0+1+2+0            | 56:12.7     | +2:33.3  |
| ----  | ----              | ----               | ----        | ----     |
| 80.   | Tagscherer Zoltán | 1+1+0+4            | 1:04:31.9   | +10:52.5 |

### Sprint
A verseny időpontja: 2003. március 15.
| #     | Versenyző            | Lövőhiba (F+Á) | Időeredmény | Hátrány |
| ----- | -------------------- | -------------- | ----------- | ------- |
| Arany | Ole Einar Bjørndalen | 0+0            | 26:52.1     |         |
| Ezüst | Ricco Groß           | 0+1            | 27:42.8     | +50.7   |
| Bronz | Zdeněk Vítek         | 0+1            | 27:45.0     | +52.9   |
| 4.    | Halvard Hanevold     | 2+0            | 27:59.1     | +1:07.0 |
| 5.    | Uladzimir Dracsov    | 0+0            | 28:06.2     | +1:14.1 |
| 6.    | Frode Andresen       | 0+3            | 28:12.2     | +1:20.1 |
| 7.    | René Cattarinussi    | 0+1            | 28:13.3     | +1:21.2 |
| 8.    | Christoph Sumann     | 0+0            | 28:19.9     | +1:27.8 |
| 9.    | Viktor Majgurov      | 0+0            | 28:21.6     | +1:29.5 |
| 10.   | Jeremy Teela         | 1+0            | 28:30.8     | +1:38.7 |
| ----  | ----                 | ----           | ----        | ----    |
| 78.   | Tagscherer Zoltán    | 0+2            | 32:40.9     | +5:48.8 |

### Üldözőverseny
A verseny időpontja: 2003. március 16.
| #     | Versenyző            | Lövőhiba (F+Á+F+Á) | Időeredmény | Hátrány |
| ----- | -------------------- | ------------------ | ----------- | ------- |
| Arany | Ricco Groß           | 0+0+1+1            | 37:37.46    |         |
| Ezüst | Halvard Hanevold     | 0+0+1+0            | 37:49.4     | +12.0   |
| Bronz | Paavo Puurunen       | 1+0+0+0            | 38:33.7     | +56.3   |
| 4.    | Szergej Rozskov      | 1+0+0+0            | 38:46.4     | +1:09.0 |
| 5.    | Frank Luck           | 0+0+0+0            | 38:50.3     | +1:12.9 |
| 6.    | Uladzimir Dracsov    | 0+1+2+3            | 38:58.9     | +1:21.5 |
| 7.    | Tomasz Sikora        | 1+2+1+1            | 39:03.5     | +1:26.1 |
| 8.    | Ole Einar Bjørndalen | 1+2+2+1            | 39:08.6     | +1:31.2 |
| 9.    | Marko Dolenc         | 1+1+0+0            | 39:14.9     | +1:37.5 |
| 10.   | Christoph Sumann     | 0+0+0+2            | 39:19.1     | +1:41.7 |

### Tömegrajtos
A verseny időpontja: 2003. március 23.
| #     | Versenyző            | Lövőhiba (F+Á+F+Á) | Időeredmény | Hátrány |
| ----- | -------------------- | ------------------ | ----------- | ------- |
| Arany | Ole Einar Bjørndalen | 0+0+0+0            | 40:49.71    |         |
| Ezüst | Sven Fischer         | 1+0+1+1            | 41:38.8     | +49.1   |
| Bronz | Raphaël Poirée       | 1+0+1+2            | 41:54.0     | +1:04.3 |
| 4.    | Ilmārs Bricis        | 0+1+1+2            | 41:59.8     | +1:10.1 |
| 5.    | Roman Dostál         | 1+0+3+0            | 42:16.3     | +1:26.6 |
| 6.    | Paavo Puurunen       | 1+0+0+2            | 42:25.0     | +1:35.3 |
| 7.    | Zdeněk Vítek         | 0+1+2+1            | 42:34.4     | +1:44.7 |
| 8.    | Halvard Hanevold     | 1+1+2+1            | 42:37.2     | +1:47.5 |
| 9.    | Stian Eckhoff        | 1+1+3+0            | 42:37.7     | +1:48.0 |
| 10.   | Szergej Csepikov     | 0+1+1+1            | 42:43.6     | +1:53.9 |

### Váltó
A verseny időpontja: 2003. március 21.
| #     | Versenyző                                                                                    | Lövőhiba (F+Á)                          | Időeredmény | Hátrány | #   | Versenyző                                                                                   | Lövőhiba (F+Á)                          | Időeredmény | Hátrány |
| ----- | -------------------------------------------------------------------------------------------- | --------------------------------------- | ----------- | ------- | --- | ------------------------------------------------------------------------------------------- | --------------------------------------- | ----------- | ------- |
| Arany | Németország · Peter Sendel · Sven Fischer · Ricco Groß · Frank Luck                          | 0+2 0+6 0+0 0+0 0+2 0+2 0+0 0+1 0+0 0+3 | 1:18:38.0   |         | 6.  | Csehország · Petr Garabík · Roman Dostál · Michal Šlesingr · Zdeněk Vítek                   | 0+3 0+7 0+0 0+2 0+2 0+0 0+0 0+2 0+1 0+3 | 1:19:15.7   | +37.7   |
| Ezüst | Oroszország · Viktor Majgurov · Pavel Rosztovcev · Szergej Rozskov · Szergej Csepikov        | 0+4 0+4 0+1 0+1 0+1 0+0 0+1 0+1 0+1 0+2 | 1:18:45.3   | +7.3    | 7.  | Svédország · Carl Johan Bergman · Björn Ferry · Mattias Nilsson · Jakob Borjesson           | 0+4 0+3 0+0 0+0 0+1 0+2 0+1 0+1 0+2 0+0 | 1:19:19.5   | +41.5   |
| Bronz | Fehéroroszország · Aljakszej Ajdarav · Uladzimir Dracsov · Rusztam Valiulin · Aleh Rizsankov | 0+6 0+6 0+2 0+2 0+0 0+2 0+1 0+2 0+3 0+0 | 1:18:59.2   | +21.2   | 8.  | Ausztria · Daniel Mesotitsch · Wolfgang Perner · Christoph Sumann · Wolfgang Rottmann       | 0+4 1+7 0+0 1+3 0+1 0+1 0+0 0+1 0+3 0+2 | 1:19:54.0   | +1:16.0 |
| 4.    | Norvégia · Ole Einar Bjørndalen · Frode Andresen · Egil Gjelland · Halvard Hanevold          | 1+3 3+8 0+0 0+2 1+3 3+3 0+0 0+1 0+0 0+2 | 1:18:59.8   | +21.8   | 9.  | Észtország · Janno Prants · Dimitri Borovik · Roland Lessing · Indrek Tobreluts             | 0+3 1+8 0+1 0+1 0+0 0+3 0+2 0+1 0+0 1+3 | 1:19:55.9   | +1:17.9 |
| 5.    | Szlovénia · Janez Osbolt · Tomas Globočnik · Janez Marič · Marko Dolenc                      | 0+4 0+6 0+0 0+2 0+1 0+2 0+3 0+2 0+0 0+0 | 1:19:15.0   | +37.0   | 10. | Ukrajna · Olekszandr Bilanenko · Andrij Derizemlja · Ruszlan Liszenko · Vjacseszlav Derkacs | 1+5 1+7 1+3 0+0 0+0 0+3 0+2 1+3 0+0 0+1 | 1:20:34.5   | +1:56.5 |

## Női

### Egyéni
A verseny időpontja: 2003. március 18.
| #     | Versenyző               | Lövőhiba (F+Á+F+Á) | Időeredmény | Hátrány  |
| ----- | ----------------------- | ------------------ | ----------- | -------- |
| Arany | Kateřina Holubcová      | 0+0+0+0            | 48:28.4     |          |
| Ezüst | Alena Zubrilava         | 0+1+0+0            | 48:36.4     | +8.0     |
| Bronz | Gunn Margit Andreassen  | 0+0+0+0            | 49:05.9     | +37.5    |
| 4.    | Simone Denkinger        | 1+1+0+0            | 49:26.5     | +58.1    |
| 5.    | Albina Ahatova          | 1+0+1+0            | 49:29.9     | +1:01.5  |
| 6.    | Martina Glagow          | 1+0+0+1            | 49:31.9     | +1:03.5  |
| 7.    | Eija Salonen            | 1+0+0+0            | 49:46.7     | +1:18.3  |
| 8.    | Ekaterina Dafovszka     | 0+0+2+0            | 50:03.0     | +1:34.6  |
| 9.    | Florence Baverel-Robert | 0+0+1+0            | 50:03.9     | +1:35.5  |
| 10.   | Corinne Niogret         | 0+0+1+1            | 50:10.9     | +1:42.5  |
| ----  | ----                    | ----               | ----        | ----     |
| 70.   | Szöllősi Ivett          | 2+2+1+1            | 1:03:13.2   | +14:44.8 |

### Sprint
A verseny időpontja: 2003. március 15.
| #     | Versenyző            | Lövőhiba (F+Á) | Időeredmény | Hátrány |
| ----- | -------------------- | -------------- | ----------- | ------- |
| Arany | Sylvie Becaert       | 0+1            | 23:46.3     |         |
| Ezüst | Olena Petrova        | 0+0            | 24:13.2     | +26.9   |
| Bronz | Kateřina Holubcová   | 0+0            | 24:19.0     | +32.7   |
| 4.    | Szvetlana Ismuratova | 0+1            | 24:19.4     | +33.1   |
| 5.    | Alena Zubrilava      | 1+1            | 24:22.8     | +36.5   |
| 6.    | Martina Halinárová   | 0+0            | 24:24.3     | +38.0   |
| 7.    | Sandrine Bailly      | 0+2            | 24:26.3     | +40.0   |
| 8.    | Sanna-Leena Perunka  | 1+0            | 24:31.6     | +45.3   |
| 9.    | Soňa Mihoková        | 0+0            | 24:33.0     | +46.7   |
| 10.   | Martina Glagow       | 1+1            | 24:44.1     | +57.8   |
| ----  | ----                 | ----           | ----        | ----    |
| 78.   | Szöllősi Ivett       | 0+5            | 31:16.7     | +7:30.4 |

### Üldözőverseny
A verseny időpontja: 2003. március 16.
| #     | Versenyző            | Lövőhiba (F+Á+F+Á) | Időeredmény | Hátrány |
| ----- | -------------------- | ------------------ | ----------- | ------- |
| Arany | Martina Glagow       | 0+0+1+1            | 35:15.64    |         |
| Arany | Sandrine Bailly      | 1+0+0+1            | 35:15.64    |         |
| Bronz | Szvetlana Ismuratova | 2+1+1+0            | 36:07.9     | +52.3   |
| 4.    | Alena Zubrilava      | 1+2+1+0            | 36:13.8     | +58.2   |
| 5.    | Sylvie Becaert       | 1+1+3+0            | 36:20.7     | +1:05.1 |
| 6.    | Olena Petrova        | 0+1+2+1            | 36:26.1     | +1:10.5 |
| 7.    | Albina Ahatova       | 1+0+0+0            | 36:33.2     | +1:17.6 |
| 8.    | Kateřina Holubcová   | 1+0+1+1            | 36:52.1     | +1:36.5 |
| 9.    | Kacjarina Ivanova    | 3+0+0+2            | 37:17.4     | +2:01.8 |
| 10.   | Okszana Hvosztenko   | 1+0+0+1            | 37:26.2     | +2:10.6 |

### Tömegrajtos
A verseny időpontja: 2003. március 22.
| #     | Versenyző            | Lövőhiba (F+Á+F+Á) | Időeredmény | Hátrány |
| ----- | -------------------- | ------------------ | ----------- | ------- |
| Arany | Albina Ahatova       | 0+0+0+0            | 37:15.88    |         |
| Ezüst | Szvetlana Ismuratova | 0+0+0+0            | 37:18.5     | +2.7    |
| Bronz | Sandrine Bailly      | 0+1+0+0            | 37:26.7     | +10.9   |
| 4.    | Alena Zubrilava      | 0+0+0+1            | 37:36.2     | +20.4   |
| 5.    | Kateřina Holubcová   | 0+1+0+0            | 37:51.3     | +35.5   |
| 6.    | Katja Beer           | 0+1+1+0            | 37:56.8     | +41.0   |
| 7.    | Martina Halinárová   | 0+0+0+0            | 37:57.5     | +41.7   |
| 8.    | Sylvie Becaert       | 0+1+1+1            | 38:02.2     | +46.4   |
| 9.    | Simone Denkinger     | 0+0+2+0            | 38:03.5     | +47.7   |
| 10.   | Sanna-Leena Perunka  | 1+0+0+1            | 38:10.7     | +54.9   |

### Váltó
A verseny időpontja: 2003. március 20.
| #     | Versenyző                                                                                      | Lövőhiba (F+Á)                           | Időeredmény | Hátrány | #   | Versenyző                                                                                          | Lövőhiba (F+Á)                           | Időeredmény | Hátrány |
| ----- | ---------------------------------------------------------------------------------------------- | ---------------------------------------- | ----------- | ------- | --- | -------------------------------------------------------------------------------------------------- | ---------------------------------------- | ----------- | ------- |
| Arany | Oroszország · Albina Ahatova · Szvetlana Ismuratova · Galina Kukleva · Svetlana Tschernoussova | 1+6 0+5 0+0 0+0 0+2 0+0 1+3 0+2 0+1 0+3  | 1:24:34.4   |         | 6.  | Finnország · Eija Salonen · Outi Kettunen · Pirjo Urpilainen · Sanna-Leena Perunka                 | 1+5 2+9 0+1 0+1 0+0 0+2 1+3 2+3 0+1 0+3  | 1:27:43.6   | +3:09.2 |
| Ezüst | Ukrajna · Okszana Hvosztenko · Iryna Merkuschyna · Okszana Jakovlijeva · Olena Petrova         | 0+7 0+7 0+0 0+0 0+2 0+3 0+3 0+3 0+2 0+1  | 1:25:58.2   | +1:23.8 | 7.  | Bulgária · Pavlina Filipova · Irina Nikulcsina · Nina Kadeva · Ekaterina Dafovszka                 | 0+10 4+9 0+1 2+3 0+3 0+2 0+3 2+3 0+3 0+1 | 1:27:55.4   | +3:21.0 |
| Bronz | Németország · Simone Denkinger · Uschi Disl · Kati Wilhelm · Martina Glagow                    | 4+7 4+9 0+0 2+3 1+3 2+3 3+3 0+2 0+1 0+1  | 1:26:39.7   | +2:05.3 | 8.  | Norvégia · Ann Elen Skjelbreid · Gro Istad-Kristiansen · Ann Helen Grande · Gunn Margit Andreassen | 0+4 5+9 0+2 0+0 0+0 3+3 0+1 1+3 0+1 1+3  | 1:30:37.3   | +6:02.9 |
| 4.    | Fehéroroszország · Kacjarina Ivanova · Volha Nazarava · Ljudmila Ananyka · Alena Zubrilava     | 2+8 3+9 0+1 0+0 1+3 2+3 1+3 0+3 0+1 1+3  | 1:26:40.7   | +2:06.3 | 9.  | Kína · Kong Yingchao · Sun Ribo · Liu Xiangying · Liu Yuan-Yuan                                    | 2+8 3+10 0+3 1+3 0+1 1+3 0+1 0+1 2+3 1+3 | 1:30:39.4   | +6:05.0 |
| 5.    | Franciaország · Florence Baverel-Robert · Sandrine Bailly · Corinne Niogret · Sylvie Becaert   | 0+5 2+11 0+1 0+2 0+3 2+3 0+1 0+3 0+0 0+3 | 1:27:24.1   | +2:49.7 | 10. | Szlovákia · Marcela Pavkovcekova · Anna Murinova · Sona Mihokova · Martina Halinarova              | 1+9 4+7 0+3 0+1 0+2 2+3 1+3 2+3 0+1 0+0  | 1:31:43.5   | +7:09.1 |